# Adiba Jaigirdar
Adiba Jaigirdar est une autrice de littérature young adult LGBT+ banglado-irlandaise. Son premier roman, The Henna Wars, fait partie de la liste des « 100 meilleurs livres de littérature young adult de tous les temps » du magazine Time.

## Biographie
Adiba Jaigirdar est née à Dacca, au Bangladesh. Dans son enfance, elle vit tour à tour en Arabie saoudite et au Bangladesh. À l'âge de dix ans, elle s'installe avec sa famille en Irlande, à Tullamore. Elle grandit dans un environnement où les personnes de couleur sont peu nombreuses, expérience qui influence profondément son écriture.
En Irlande, Adiba Jaigirdar fréquente une école catholique pour filles. Elle poursuit ses études à l'Université du Kent où elle obtient un Bachelor of Arts en anglais et en histoire, puis à l'University College Dublin où elle valide un Master of Arts en études postcoloniales,.
Elle réside aujourd’hui dans la région de Dublin.
Adiba Jaigirdar se définit comme une femme de couleur, musulmane et queer,,. Ses œuvres sont inspirées par son parcours personnel : elle souhaite, à travers ses écrits, que les jeunes musulmans de couleur puissent embrasser leur identité queer,. Elle a choisi d’écrire pour la jeunesse, motivée par l’idée de créer les livres qu’elle-même aurait aimé lire durant son adolescence.
En plus d'écrire des romans pour jeunes adultes, Adiba Jaigirdar a écrit pour Book Riot, un podcast de recommandations littéraires. Elle enseigne également l'anglais comme langue étrangère aux personnes ayant récemment immigré en Irlande.

## Carrière littéraire
Adiba Jaigirdar explique qu’elle écrit sur des personnages qui lui ressemblent. Elle estime que, du fait de ses différentes identités, son existence même est politique et que ses écrits sont également considérés comme intrinsèquement politiques. Comme les personnages de son roman Hani and Ishu's Guide to Fake Dating, elle déclare avoir été confrontée à des remarques affirmant que « certaines parties de son identité annulaient les autres et ne pouvaient pas exister chez la même personne ».
Les chercheuses B. J. Epstein et Elizabeth Chapman situent les romans d'Adiba Jaigirdar dans une évolution du marché littéraire grand public vers une intégration plus marquée des textes LGBT+. Iria Seijas-Pérez souligne qu’Adiba Jaigirdar est l’une des rares autrices de la littérature young adult irlandaise contemporaine à aborder le multiculturalisme du pays et à explorer les interactions entre religion, sexualité, ethnicité et racisation, dans une démarche intersectionnelle. En effet, ses œuvres interrogent l’ethnocentrisme et questionnent la blanchité hégémonique dans la littérature jeunesse irlandaise. Elles sont considérées comme des « counternarratives » (« contre-récits ») face aux tropes traditionnels, qui offrent des fins heureuses à leurs héroïnes queers racisées.

### The Henna Wars(2020)
Le premier roman d'Adiba Jaigirdar, The Henna Wars, paraît le 12 mai 2020 aux États-Unis, puis en octobre 2021 au Royaume-Uni. Le livre raconte l'histoire de Nishat, une adolescente bangladaise qui fait son coming-out lesbien au lycée.
Le roman traite de plusieurs thématiques, dont le racisme, l'homophobie, l'islamophobie et le passage à l'âge adulte. L'intersection entre l'identité culturelle de Nishat et son orientation sexuelle constitue le thème central de l’œuvre. Lana Barnes, rédactrice pour la newsletter littéraire Shelf Awareness, souligne que le parcours de Nishat illustre la tension entre le désir de rompre avec les contraintes familiales et la volonté de préserver des liens solides avec sa culture et ses croyances. Iria Seijas-Pérez relève également que l’ouvrage explore en profondeur l’impact du catholicisme, encore très fortement implanté en Irlande, sur le vécu des adolescentes, notamment saphiques, dans les établissements catholiques pour filles.
The Henna Wars a reçu des critiques globalement positives, notamment de la revue littéraire américaine Kirkus Reviews, et de Shelf Awareness,. Le roman est sélectionné sur la liste des « 100 meilleurs livres pour jeunes adultes de tous les temps » du magazine Time, aux côtés de romans tels que Les Quatre Filles du Docteur March, Sa Majesté des mouches et L'Attrape-Cœur. Il est répertorié comme l'un des meilleurs livres de littérature young-adult de 2020 et 2021 par Teen Vogue, American Library Association, The Irish Times, Autostraddle et NPR,,,,.
Le roman est traduit en français en 2023, sous le titre La Guerre du henné.

### Hani and Ishu's Guide to Fake Dating(2021)
Son deuxième roman, Hani and Ishu's Guide to Fake Dating, remporte le YA Book Prize (en) 2022,. Il suit deux adolescentes banglado-irlandaises qui font face aux stéréotypes racistes et culturels ainsi qu’aux micro-agressions de leur entourage scolaire.
Qualifié de comédie romantique, le roman aborde notamment la question de la biphobie à travers le personnage de Hani, qui s'affirme face aux comportements biphobes de sa meilleure amie et s'oppose à l'occultation de la bisexualité (bierasure).

### The Dos and Donuts of Love(2023)
Le troisième roman d'Adiba Jaigirdar suit Shireen, une adolescente banglado-irlandaise ronde, qui participe à une émission de pâtisserie. Elle y est confrontée à la stigmatisation de son corps et à des violences sexistes et racistes. Le roman explore, en plus des thèmes habituels de l'autrice, celui de la grossophobie.

## Œuvres
- La Guerre du henné, Alice Éditions, 2023 (The Henna Wars, Page Street Kids, 2020), trad. Marie Belina  (ISBN 9782874265457)
- Hani and Ishu’s Guide to Fake Dating, Page Street Kids, 2021, 352 p.
- A Million to One, HarperCollins, 2022, 367 p.
- The Dos and Donuts of Love, Feiwel & Friends, 2023, 336 p.
- Four Eids and a Funeral, Feiwel & Friends, 2024, 321 p.Écrit avec Faridah Àbíké-Íyímídé.